# El Carmen (Cuscatlán)
El Carmen è un comune del dipartimento di Cuscatlán, in El Salvador.